# Condado de Saline (Nebraska)
El condado de Saline (en inglés: Saline County), fundado en 1855, es un condado del estado estadounidense de Nebraska. En el año 2000 tenía una población de 13.843 habitantes con una densidad de población de 9 personas por km². La sede del condado es Wilber aunque la ciudad más grande es Crete.

## Geografía
Según la oficina del censo el condado tiene una superficie total de 1492 km² (576,1 mi²), de los que 1489 km² (574,9 mi²) son tierra y 3 km² (1,2 mi²) (0,13%) son agua.

## Condados adyacentes
- Condado de Lancaster - noreste
- Condado de Gage - sureste
- Condado de Jefferson - sur
- Condado de Fillmore - oeste
- Condado de Seward - norte

## Demografía
Según el censo del 2000 la renta per cápita media de los habitantes del condado era de 35.914 dólares y el ingreso medio de una familia era de 44.199 dólares. En el año 2000 los hombres tenían unos ingresos anuales 30.467 dólares frente a los 22.690 dólares que percibían las mujeres. El ingreso por habitante era de 16.287 dólares y alrededor de un 9.40% de la población estaba bajo el umbral de pobreza nacional.

## Ciudades y pueblos
- Crete
- De Witt
- Dorchester
- Friend
- Swanton
- Tobias
- Western
- Wilber